# 1567 Аликоски
1567 Аликоски (енгл. 1567 Alikoski) је астероид са пречником од приближно 67,83 .
Афел астероида је на удаљености од 3,483 астрономских јединица (АЈ) од Сунца, а перихел на 2,940 АЈ.
Ексцентрицитет орбите износи 0,084, инклинација (нагиб) орбите у односу на раван еклиптике 17,281 степени, а орбитални период износи 2102,720 дана (5,756 година).
Апсолутна магнитуда астероида је 9,47 а геометријски албедо 0,062.
Астероид је откривен 22. априла 1941. године, а име је добио по финском астроному Хејкију Аликоскију.